# René Doumic
René Doumic, född 7 mars 1860 i Paris, död där 2 december 1937, var en fransk kritiker och litteraturhistoriker.
Efter studier vid École normale supérieure blev Doumic lärare i retorik vid Collège Stanislas i Paris. Samtidigt började han medarbeta i Moniteur, Journal des débats, Revue bleue och Correspondant. I Revue des deux mondes var han först konstkritiker, därefter generalsekreterare och från 1906 direktör. Doumic var även från 1909 ledamot av Franska akademien och från 1923 dess ständige sekreterare. Han utövade i denna tvåfaldiga maktställning ett synnerligen stort akademiskt, politiskt och mondänt inflytande. Bland Doumics skrifter märks De Scribe à Ibsen (1893), Essais sur le théâtre contemporain (1896), Études sur la littérature française (1896-1909), George Sand (1909) och Lamartine (1912).